# Salvador Izquierdo
Jorge Izquierdo (Londres, 1980), más conocido por el seudónimo Salvador Izquierdo, es un escritor ecuatoriano.

## Trayectoria literaria
Publicó su primera obra, la novela corta El deslenguado de Portete, en 2006. El año siguiente obtuvo el segundo lugar en la Bienal de Cuento Pablo Palacio con su relato Anabel Muñoz Zúñiga (1972-2003).
En 2008 publicó la colección de cuentos Autogol, que Izquierdo escribió durante su estadía en Seattle, donde cursó una maestría, y que apareció luego de obtener el cuarto lugar en un concurso de cuentos organizado por el Ministerio de Cultura y Patrimonio de Ecuador y que contó como jurado a Gabriela Alemán, Oswaldo Encalada y Abdón Ubidia.
Su siguiente obra fue la novela corta Una comunidad abstracta, publicada en 2015 y seleccionada como una de las 39 semifinalistas del Premio Herralde. La novela, escrita durante el tiempo en que Izquierdo pasó en Vancouver realizando un doctorado, se caracterizó por la ausencia de personajes y trama, mostrando en su lugar una sucesión de citas, referencias y pensamientos interconectados. Izquierdo volvió a utilizar esta técnica experimental en su siguiente novela, titulada Te Faruru, que quedó a su vez entre los 11 finalistas del Premio Herralde de entre 579 participantes.
En 2017 publicó el libro de relatos Te perdono régimen, en el que incluyó algunos cuentos de su libro Autogol. Los nuevos relatos del libro fueron escritos entre 2011 y 2012 e incluyeron varias formas de experimentación narrativa, entre ellas la carencia de trama en algunas historias o el uso exclusivo de verbos en infinitivo.
Su novela El nuevo Zaldumbide ganó en 2019 el Premio Joaquín Gallegos Lara, entregado por la municipalidad de Quito, en la categoría mejor novela del año.

## Obras
Novelas
- El deslenguado de Portete (2006)
- Una comunidad abstracta (2015)
- Té Faruru (2016)
- El nuevo Zaldumbide (2019)

Cuentos
- Autogol (2008)
- Te perdono régimen (2017)
- ¿Cómo estás? (2020)[9]